# Подставное лицо
Подставно́е лицо́ — физическое лицо, специально подобранное для выполнения какой-либо операции с тем, чтобы скрыть личность истинного выгодоприобретателя. В законодательстве большинства стран применение подставных лиц («номина́лов») в экономике является допустимым, покуда целью их использования не является уклонение выгодоприобретателя от ответственности. В течение многих веков подставные лица применялись также в политической деятельности.

## Российское корпоративное управление
В результате «творческого развития» в капиталистической России подставное лицо в корпоративном управлении превратилось в марионетку, профпригодность такого лица значения не имеет. Подставное лицо, которое может быть единоличным руководителем компании, номинальным владельцем контрольного пакета акций или регулярным участником собраний акционеров с доверенностью на тот же пакет акций, создаёт большой элемент риска для выгодоприобретателя и потому подбирается по принципу личной преданности.
Эта неправовая форма корпоративного управления применяется вынужденно, в основном чиновниками, которым формально заниматься бизнесом запрещено. Кроме них, к подставным лицам прибегают члены преступных группировок и обычные бизнесмены, оперирующие в рискованных уголках экономики (например, при непроверенных на практике методах капиталовложений).

## Уголовный кодекс РФ
В уголовном кодексе РФ статьи 1731 и 1732, призванные, среди прочего, уменьшить роль компаний-однодневок, ограничивают использование подставных лиц при регистрации юридических лиц. При этом понятие подставных лиц в этих статьях существенно сужается по сравнения со значением словосочетания в русском языке: ими считаются люди, которых ввели в заблуждение при использовании их данных для регистрации, а также номинальные руководители юридических лиц, у которых нет цели руководства этими организациями.